# Ponte Internacional da Concórdia
A Ponte Internacional da Concórdia, mais conhecida como Ponte Quaraí - Artigas, localiza-se sobre o Rio Quaraí, e liga as cidades de Quaraí a Artigas no Uruguai. Tem 750 metros de Extensão e é a ponte que detém a curva mais larga da América do Sul. Seu engenheiro foi um quaraiense, o engenheiro responsável Oswaldo Lucho e a firma construtora foi Sotagem Benites, com sede no Rio de Janeiro. No final da sua construção sua obra foi considerada uma proeza, e foi concluída em pouco tempo. A Ponte foi inaugurada pelo General Costa e Silva e o Presidente Uruguaio Jorge Pacheco Areco. 
A ponte dá acesso ao interior do estado do Rio Grande do Sul, na direção de quem vem do país vizinho, dando acesso à BR-293, e ao interior do município.

## História
Consta no Diário do Congresso Nacional, com data de agosto de 1914, o primeiro registro sobre a futura construção de uma ponte internacional ligando Quaraí a São Eugênio.
Engenheiro e economista, o quaraiense Oscar da Cunha Corrêa, quando deputado federal, apresentou ao Presidente Venceslau Brás um projeto de "Reorganização Monetária e Financeira", sugerindo entre outros itens a construção de uma Ponte Internacional, que ligasse Quaraí à capital do Departamento de Artigas e, desta forma a dívida do país vizinho com o Brasil ficava solucionada.
O plano SALTE, do Presidente Eurico Gaspar Dutra, eleito em 1945, adotara, entre outras medidas, a livre importação de bens manufaturados. Dutra vem a Quaraí lançar a pedra fundamental para a construção da Ponte Internacional em 1949. O encontro dos presidentes Dutra e Luis Batlle Berres aconteceu no meio do rio Quaraí, numa passarela improvisada sobre barcos de borracha e com remos .
O projeto da ponte havia sido acertado em uma reunião com os chefes-de-estado Tomás Berreta do Uruguai, e o brasileiro marechal
Eurico Gaspar Dutra. Em 1950 foi concluído um instrumento de de ratifição de um convênio
Passaram-se quase 2 décadas para que a obra se concretizasse.

### Início das obras
Em julho de 1966 as autoridades reunidas em Montevidéu deliberaram sobre o projeto da construção da Ponte Internacional sobre o rio Quaraí. Em setembro de 1966, o Ministro Juarez Távora visita Quaraí para confirmar a futura construção da Ponte Internacional da Concórdia .

### Andamento das obras
As obras começaram bem, e em pouco mais de um ano a ponte já era inaugurada, com grande fervor do povo, que via a obra como sinônimo de modernidade.
Durante todo o ano de 1967 as obras caminhavam a anos-luz e a ponte já era quase uma realidade, nem os maus-tempos, atrapalhavam as obras que andavam a todo vapor, até a inauguração da ponte no 4º mês do ano seguinte.
Antes da construção da ponte o trajeto até a cidade vizinha era feito em planchadas ou em barcos.

### Papel político da construção no Regime Militar
A Obra deveria ser vista especialmente por parte dos brasileiros, como uma beneficência por parte do regime dos generais, que procuravam contudo passar a imagem de "bons governantes" preocupados com o bem estar e desenvolvimento do país, e reforçar as relações do país com o estrangeiro e maquiar o regime aos olhos dos mesmos.
Também se sabe que a ponte fazia parte da política de obras públicas e desenvolvimento, da época ditadorial
Foi também na época da construção da ponte que o regime militar vivia seu maior endurecimento, no governo do general Costa e Silva.

### Fim da obra e inauguração
As obras findaram no Início de 1968, terminando em pouco tempo a ponte que serviria para fortalecer os laços entre os dois povos da américa do sul.
Em 3 de abril de 1968, com a presença dos Presidente da República do Brasil, marechal Artur Costa e Silva, do Presidente da República do Uruguai, Jorge Pacheco Areco, do prefeito de Quaraí, Heraclides Santa Helena e do intendente de Artigas, Atilio Ferrandís, entre outras autoridades, foi inaugurada a Ponte Internacional da Concórdia, que tem 750m de extensão em curva, 12m de largura com trânsito em duas vias e mais passeios laterais de 1,90m em cada lado 
, a construção era modelo e símbolo de modernidade em construções do seu gênero.

## A Ponte hoje
A ponte é um símbolo regional, bem como arquitetônico por ser dona da mais larga curva da América do Sul, e um ícone do Mercosul, por ligar dois países, que tem uma forte relação cultural, econômica e histórica entre ambos.
A Ponte tem como tráfego por volta de 8 a 10 mil carros, podendo ser esse número superado em determinadas épocas do ano, excluindo-se o número de pedestres que atravessam a fronteira a pé, pelas suas passarelas.
O Movimento acentua-se sobretudo perto do meio-dia, seguindo esse ritmo até mais ou menos por volta das 14 horas da tarde; voltando a normalidade, e ficando quase vazia por volta das 18 horas. Cessando o movimento á noite, mesmo que ainda o tráfego continue mais calmamente.

## Legado
Após 54 anos de lutas, na semana em que Quaraí festejava os seus 93 anos de emancipação, a Ponte Internacional da Concórdia veio a fortalecer ainda mais uma união já existente entre dois países.